# Jardin de la Villa Balestra
À Rome, sur la colline des monts Parioli, se dresse la Villa Balestra, datée de 1887, et propriété d’un centre d’études international.
En contrebas de l’édifice s’étend la dernière trace du jardin de la villa, témoignage d’une parcelle de l’ancien lotissement de Giuseppe Balestra.

Malgré ses dimensions très modestes de 1,5 hectare, ce jardin aujourd’hui public, planté de grands pins et rosiers, conserve un attrait important pour le vaste panorama qu’il offre sur la ville éternelle.  
L’entretien du jardin est assuré par le service espace vert de la ville de Rome.

## Historique
Le lotissement de G. Balestra, musicien et mécène romain, atteignit son extension maximum en 1900, lorsqu’il acquit de son voisin, don Fabrizio Colonna, le palais dit « du Pape Jules » ainsi qu’un terrain potager de plus de 6 hectares, les annexant à son patrimoine. Les problèmes de viabilité liés à l'exposition internationale de l’Art de 1911, obligèrent l’expropriation d’une partie du terrain sur demande de la commune de Rome. Dans les décennies suivantes, la progressive urbanisation de la colline eut pour conséquence le morcellement systématique du domaine (et indirectement la mise à jour de nombreuses pièces archéologiques notamment des sarcophages). Un plan cadastral de 1955 de la ville de Rome fixa une dernière fois l’image de la propriété de G. Balestra avant sa presque totale urbanisation.

## Galerie

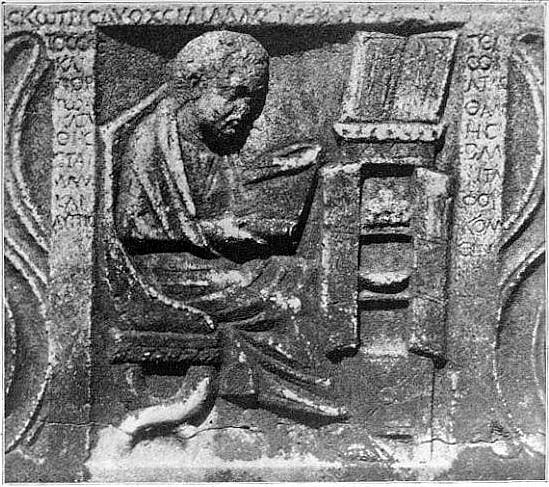
Couvercle d'un sarcophage trouvé dans le jardin de la villa.
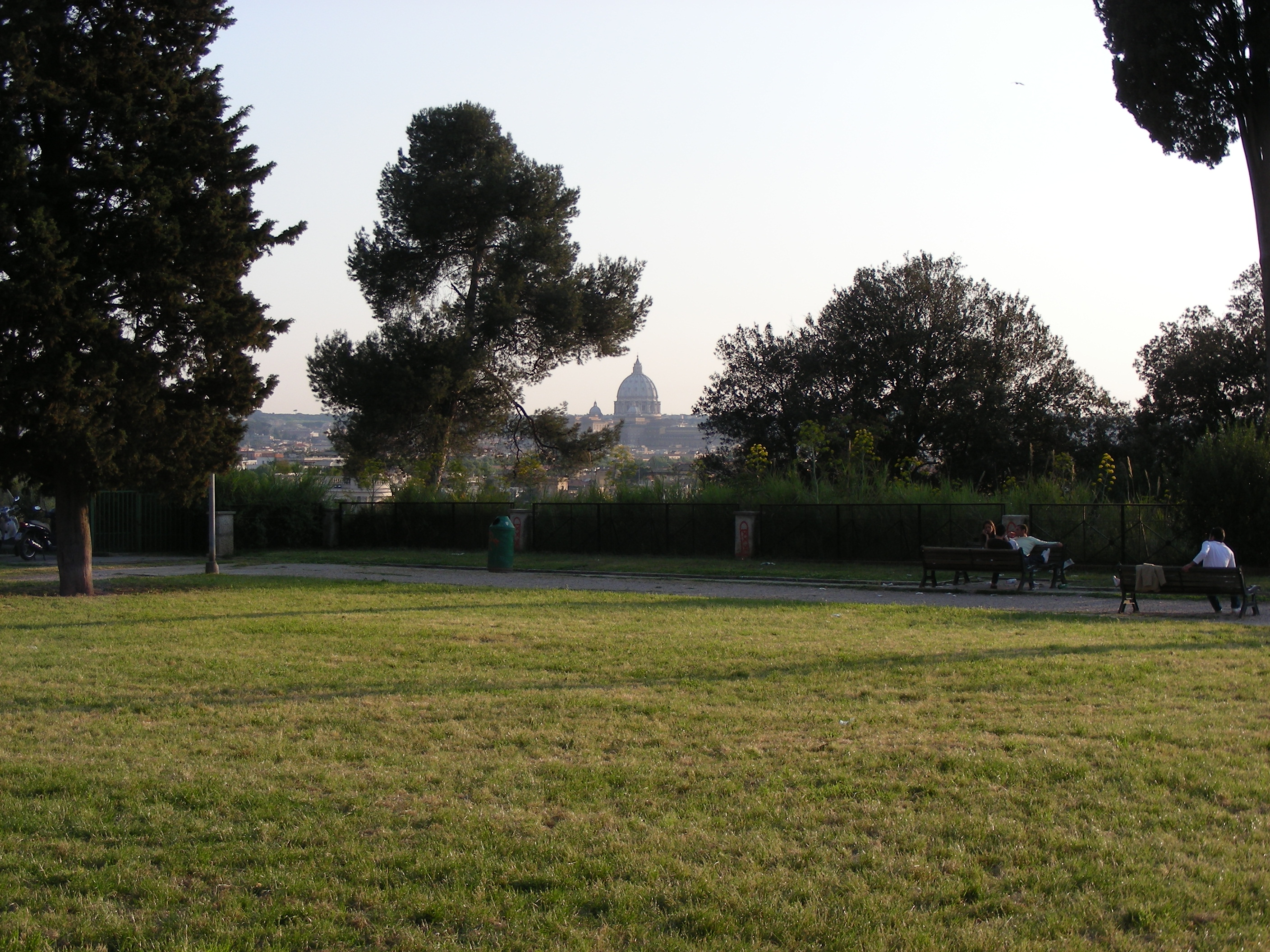
La basilique Saint-Pierre de Rome vue depuis le jardin.
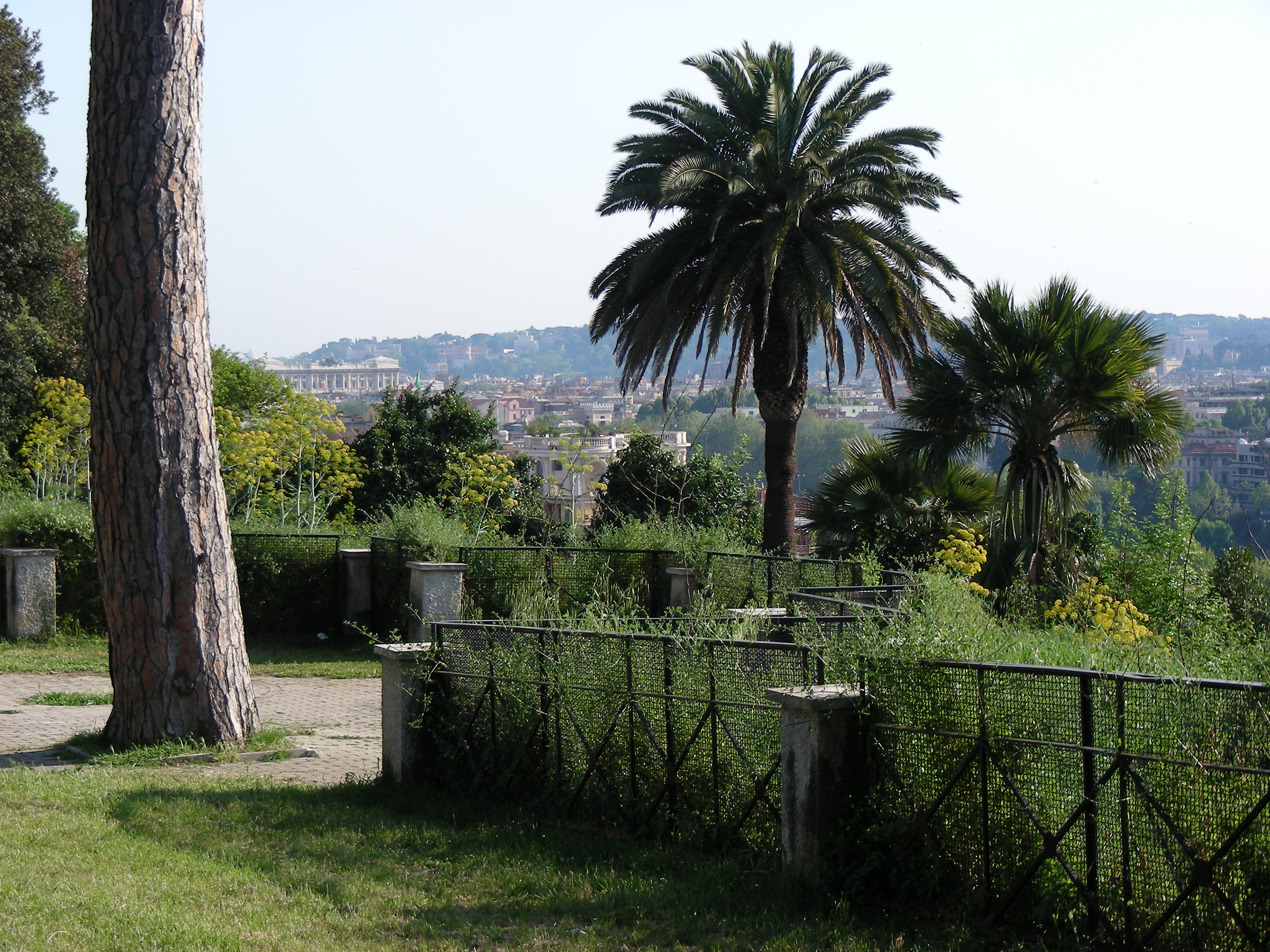
Vue sur Rome
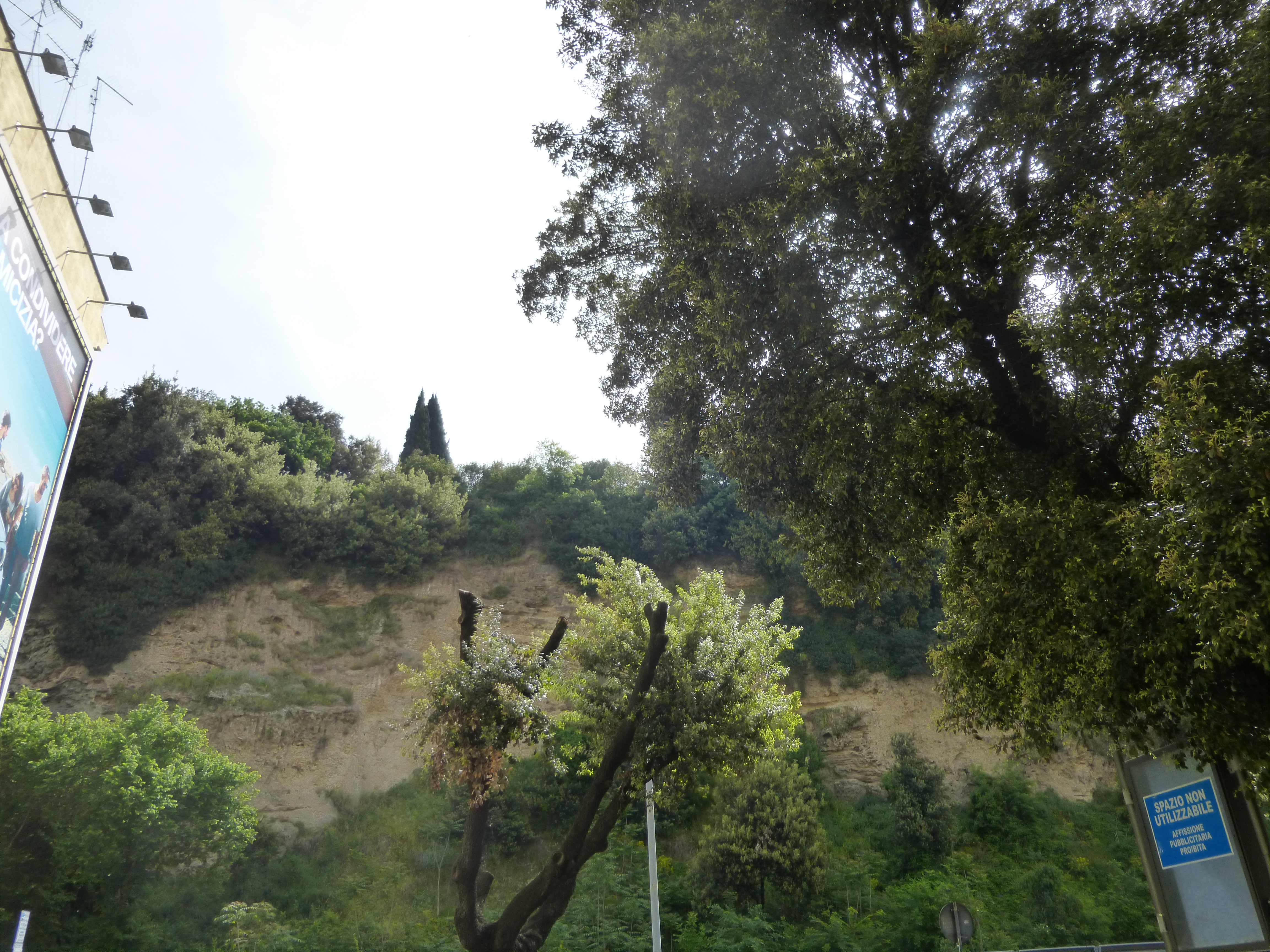